# Гравања Монтале (Маса-Карара)
Гравања Монтале је насеље у Италији у округу Маса-Карара, региону Тоскана.
Према процени из 2011. у насељу је живело 57 становника. Насеље се налази на надморској висини од 709 м.